# Sinagoga Tiféret Israel
Sinagoga Tiferet Yisrael (en hebreo: בית הכנסת תפארת ישראל‎), también nombrada como Nisan Bak Shul (en yidis: ניסן ב"ק שול‎), por su cofundador, Nisan Bak fue una importante sinagoga entre 1872 y 1948 en el Barrio judío de la ciudad vieja de Jerusalén.
La sinagoga fue establecida en 1872 por los jasidim de Ruzhin de entre los miembros del antiguo Yishuv y fue destruida junto con muchos otros lugares de culto judío por la Legión Árabe Jordana el 21 de mayo de 1948 durante la Batalla de Jerusalén en la Guerra de Independencia de Israel.
La sinagoga quedó en ruinas después de la reconquista de la Ciudad Vieja en la Guerra de los Seis Días. En noviembre de 2012, el municipio de Jerusalén anunció la aprobación de los planes para reconstruir la sinagoga. La primera piedra se colocó el 27 de mayo de 2014.

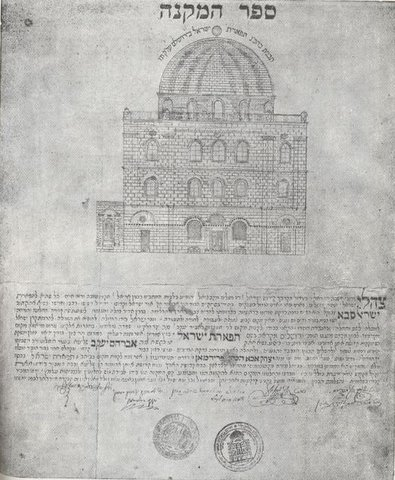
Pergamino de adquisición, 1872

## Origen y nombre

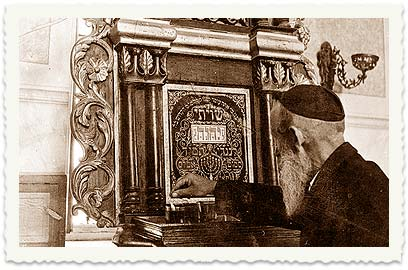
Preparándose para la oración, c.1940

La sinagoga fue construida en la década de 1860 por los seguidores del rabino Yisrael Friedman de Ruzhin y su hijo, el rabino Avrohom Yaakov de Sadigura, y fue nombrada "Tiferet Yisrael" en honor a Reb Yisrael — tiferet significa "gloria" o "esplendor" en hebreo, y el rabino Yisrael era famoso por dirigir su corte con una majestuosa exhibición de oro y riqueza. Sin embargo, la fuerte participación de Nissan Bak en la construcción de la sinagoga, condujo a que se generalizara el nombre de "Sinagoga Nissan Bak".
Otra tradición, publicada por un familiar de la familia Bak, sostiene que lleva el nombre de Yisrael Bak (padre de Nissan Bak), quien tuvo un papel decisivo en la construcción de la sinagoga.
Aunque los jasidim habían llegado a Jerusalén en 1747, fue solo en 1839 que Nissan Bak comenzó los planes para una sinagoga jasídica. Hasta entonces habían rezado en lugares pequeños y privados como la casa de Yisrael Bak.
En 1843, Nissan Bak viajó desde Jerusalén para visitar al Ruzhiner Rebe en Sadigura. Le informó que el zar Nicolás I tenía la intención de comprar un terreno cerca del Muro Occidental con la intención de construir allí una iglesia y un monasterio. El rabino Ruzhiner, quien estuvo muy involucrado en ayudar al yishuv, le dio a Bak la tarea de frustrar el intento del Zar. Bak logró comprar la tierra a sus propietarios árabes por una suma exorbitante pocos días antes de que el zar ordenara al cónsul ruso en Jerusalén que realizara la compra por él. El Zar se vio obligado a comprar un terreno diferente para una iglesia, que hoy se conoce como el Complejo Ruso. Cuando el rabino Friedman murió en 1851, su hijo, el rabino Avrohom Yaakov Friedman, el primer Rebe de Sadigura, continuó con la tarea de recaudar los fondos necesarios para el proyecto.

## Construcción

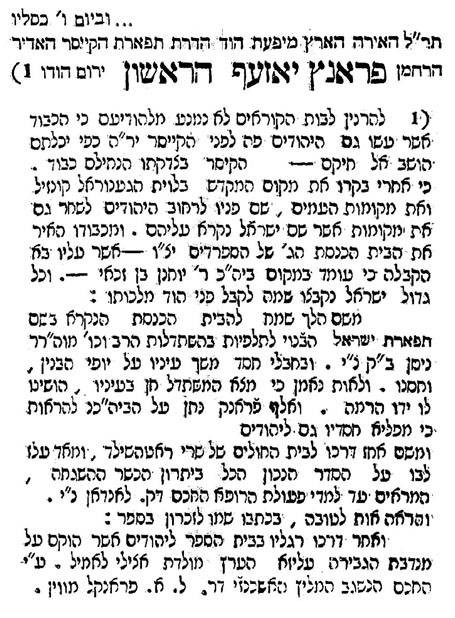
Artículo del periódico HaBazelet que describe la contribución del Emperador Francisco José I de Austria a los Judíos de Jerusalén

Según el rabino Menachem Brayer, Nissan Beck (más conocido como Nisan Bak ) fue el arquitecto y contratista del proyecto. Bak consultó al arquitecto Martin Ivanovich Eppinger, el mismo hombre que estaba diseñando el Complejo Ruso, que tuvo que ser construido fuera de la Ciudad Vieja en contra de las intenciones iniciales del Zar debido a los esfuerzos de los rabinos Bak y Friedman. Un estudio de la arquitecta Faina Milstein concluye que es probable que Eppinger haya diseñado completamente, o al menos haya asesorado a Nisan Bak sobre la construcción de la sinagoga.
Inicialmente, las autoridades otomanas se negaron a otorgar permiso para excavar los cimientos y, cuando finalmente se concedió el permiso, el personal descubrió la tumba de un jeque musulmán en el lugar. Finalmente, el juez religioso musulmán acordó que la tumba fuera trasladada fuera de las murallas de la ciudad. Después de cavar los cimientos, surgió otro contratiempo. Se hizo evidente que era necesario obtener un permiso de construcción de los funcionarios de Turquía que no estaban dispuestos a conceder la solicitud. Bak, un ciudadano austriaco, convenció a Francisco José I de Austria para que intercediera y en 1858 se concedió un firmán. Se pasaron más de diez años recaudando fondos a medida que el edificio tomaba forma lentamente.

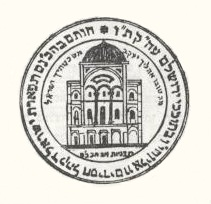
Sello oficial, 1872

Hay una leyenda, probada por el investigador Tamar Hayardeni que no es real y que surgió unos 30 años después del final de la construcción de la sinagoga, que en noviembre de 1869 Franz Joseph, en camino a la inauguración del Canal de Suez, realizó una visita a Jerusalén. En su itinerario estaba incluido un recorrido por las instituciones judías de la ciudad. Cuando recorrió la Ciudad Vieja con Bak y otros, preguntó por qué la sinagoga estaba sin techo. Bak bromeó: "¡Por qué, la sinagoga se quitó el sombrero en honor a Su Majestad!" El Kaiser sonrió y respondió: "Espero que el techo se construya pronto", y dejó al abogado austriaco con 1.000 francos franceses para la construcción de la cúpula. A partir de entonces, los lugareños se refirieron a la cúpula como "El gorro de Francisco José".
La sinagoga de tres pisos se inauguró el 19 de agosto de 1872, 29 años después de la compra del terreno. Durante los siguientes 75 años, sirvió como centro de la comunidad jasídica de la ciudad. Fue considerada una de las sinagogas más hermosas de Jerusalén, con una vista imponente del Monte del Templo, decoraciones ornamentadas y hermosos objetos de plata donados por los Jasidim.
| Sepia image of synagogue interior                                                                 |
| Interior que muestra el elevado bimah coronado por herrajes ornamentados, postal antigua c. 1900. |

| Sepia image of synagogue interior                                                       |
| Diseño de interiores que muestra la sección superior de la herrería del bimah, c. 1940. |

| Sepia image of the inside of the synagogue dome.                             |
| Interior de la cúpula de la sinagoga decorada con murales pintados, c. 1940. |

## Destrucción
Durante la Guerra de Independencia de Israel, la Sinagoga Tiferet Yisrael albergó uno de los bastiones de las unidades de autodefensa judías durante la defensa de la Ciudad Vieja. Durante la campaña de la Legión jordana para capturar la Ciudad Vieja, hizo estallar la sinagoga, al igual que otras sinagogas de la zona, saqueándolas y destruyéndolas, una hora después de la medianoche del 20 al 21 de mayo de 1948.

El primer bastión importante de la Haganá en caer fue la Sinagoga Nissan Bek, el edificio cuya cúpula había sido donada por el emperador Francisco José. Era esencial para el plan de defensa de Rusnack y la Haganá luchó tenazmente para aferrarse a él ... Fawzi el Kutub finalmente ordenó a ocho de sus hombres que se apresuraran a cruzar un espacio abierto y colocaran una carga en la base de la sinagoga. Todos ellos murieron o resultaron heridos. Nadie se ofrecería como voluntario para un segundo intento. Con la esperanza de forzar las manos de sus hombres con su ejemplo, Kutub corrió a través del espacio él mismo. Cuando llegó a la base de la sinagoga, vio que nadie lo había seguido. Como una araña se presionó contra su pared hasta que finalmente el tunecino al que le había prometido una esposa salió corriendo hacia él cargando una carga de cincuenta y cinco libras. La explosión apenas astilló la pared. Se requirieron tres intentos más infructuosos antes de que Kutub lograra hacer un agujero en la pared de la sinagoga y un grupo de legionarios se precipitara a través del humo hacia el interior de Nissan Bek. Seguro de que la Haganá contraatacaría y que los irregulares que pululaban en la sinagoga se convertirían rápidamente en saqueos, Kutub decidió destruirla con una carga de 220 libras. Su seguidor más fuerte, un ex portero tuerto en la estación de ferrocarril apodado la Ballena, se tambaleó con el explosivo. Un terrible rugido sacudió el barrio y voló el corazón del edificio. Cuando el humo se disipó y la espantosa devastación causada por la bomba se hizo evidente, Kutub escuchó un grito de consternación que se elevaba desde los puestos judíos a su alrededor. Fue rápidamente reemplazado por un grito triunfal. Un pequeño grupo de Haganah dirigido por Judith Jaharan contraatacó y tomó las ruinas humeantes de Nissan Bek de los árabes. Como Kutub había sospechado, los irregulares habían pasado su tiempo saqueando la sinagoga. La Haganá encontró los cuerpos de los irregulares árabes muertos en su contraataque con paños de altar alrededor de su cintura, páginas de la Torá metidas en sus camisas, trozos de candelabros y lámparas en sus bolsillos.

| Black & white image showing gaping hole in side of synagogue with soldiers walking atop rubble outside |
| La Legión Árabe en el proceso de destrucción de la sinagoga.                                           |

| Black & white image of a lone soldier gazing at synagogue interior through a destroyed side wall |
| Un soldado de la Legión Árabe examina la sinagoga después de la demolición de una pared lateral. |

| Sepia image showing remains of synagogue entrance arches blocked up with stones. |
| Ruinas de la sinagoga con arcos de entrada de ladrillo, 1967.                    |

|                                                                                                   |
| La sinagoga, muy destruida, sin su cúpula y con un gran agujero en una de sus paredes exteriores. |

## Planes de reconstrucción y ruina modernos

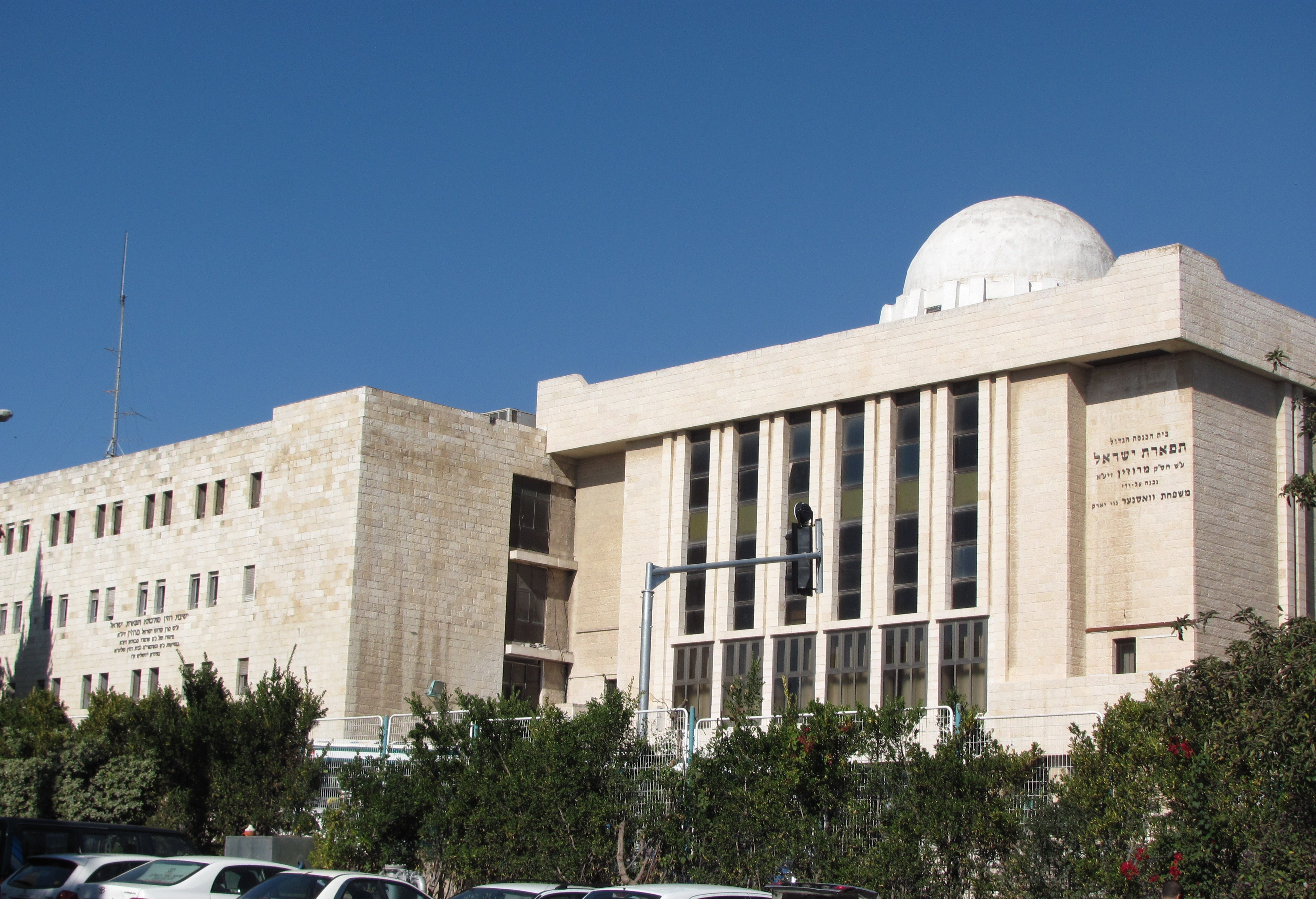
Yeshivá Tiferet Yisroel (izquierda) y la sinagoga (derecha) en Jerusalén Oeste.

Después de la Guerra de los Seis Días, se tomó la decisión de dejar las ruinas de la sinagoga como estaban. Sólo queda su muro occidental. En 2010, en la presentación de la reconstruida sinagoga Hurva , también destruida en 1948, los mismos donantes que patrocinaron la reconstrucción de Hurva anunciaron planes para reconstruir también la sinagoga Tiferet Yisrael.
En noviembre de 2012, el municipio de Jerusalén aprobó un plan para reconstruir la sinagoga. La financiación vendría de un donante anónimo. En 2014, se está reconstruyendo la sinagoga.

## Ieshivá y sinagoga Tiferes Yisroel
En 1953, el rabino Mordechai Shlomo Friedman, el Rebe Boyaner de Nueva York, sentó las bases para un nuevo centro Ruzhiner Torah en la Ciudad Nueva de Jerusalén para reemplazar la sinagoga Ruzhiner destruida. En 1957 se inauguró la Ieshivá Ruzhiner, llamada Mesivta Tiferes Yisroel, con el apoyo de todos los Rabinos de la dinastía Ruzhiner. Junto a ella se construyó una gran sinagoga, que también lleva el nombre de Tiferes Yisroel; el actual Rabino Boyaner, el rabino Nachum Dov Brayer, dirige su jasidut desde allí. El diseño de la sinagoga, ubicada en el extremo occidental de la calle Malkhei Yisrael cerca de la estación central de autobuses, incluye una gran cúpula blanca, que recuerda a la antigua sinagoga Tiferet Yisrael con cúpula que fue destruida por los árabes en la Ciudad Vieja.